# Burgers
Burgers je třetí album americké rockové skupiny Hot Tuna, vydané v roce 1972.

## Seznam skladeb

### Strana 1
1. "True Religion" (Jorma Kaukonen) 4:42
2. "Highway Song" (Kaukonen) 3:14
3. "99 Year Blues" (Julius Daniels) 3:58
4. "Sea Child" (Kaukonen) 5:00

### Strana 2
1. "Keep On Truckin'" (Bob Carleton) 3:40
2. "Water Song" (instrumental) (Kaukonen) 5:17
3. "Ode for Billy Dean" (Kaukonen) 4:49
4. "Let Us Get Together Right Down Here" (Rev. Gary Davis) 3:27
5. "Sunny Day Strut" (instrumental) (Kaukonen) 3:14

## Sestava

### Hot Tuna
- Jorma Kaukonen – kytara, zpěv
- Jack Casady – baskytara, zpěv
- Papa John Creach – housle, zpěv
- Sammy Piazza – bicí, perkuse, zpěv

### Hosté
- Nick Buck – varhany, piáno v "True Religion" a "Keep On Truckin'"
- Richmond Talbott – zpěv, slide kytara v "99 Year Blues"
- David Crosby – zpěv v "Highway Song"